# Waschhaus (Bieujac)

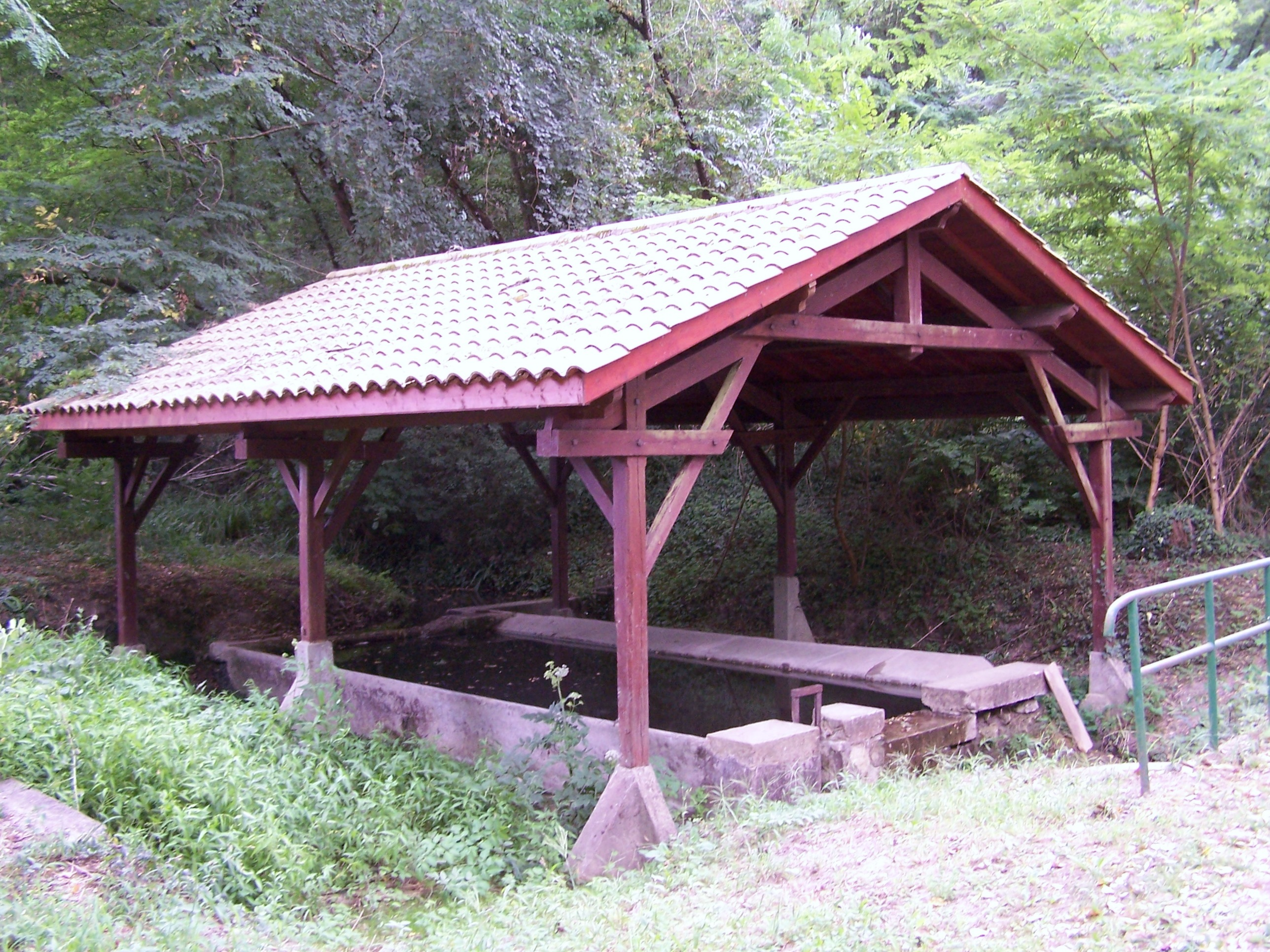
Waschhaus in Bieujac

Das öffentliche Waschhaus (französisch lavoir) in Bieujac, einer französischen Gemeinde im Département Gironde in der Region Nouvelle-Aquitaine, wurde Anfang des 20. Jahrhunderts errichtet.   
Das an allen Seiten offene Waschhaus wird von einem Bach mit Wasser versorgt. Das Satteldach ist mit halbrunden Dachziegeln gedeckt.